# Yoenis Céspedes
Yoenis Céspedes Milanes (Campechuela, 18 ottobre 1985) è un giocatore di baseball cubano.

## Minor League (MiLB)
Céspedes firmò il 3 marzo 2012 come free agent amatoriale, un contratto quadriennale per un totale di 36 milioni di dollari con gli Oakland Athletics. Nello stesso anno giocò a livello AAA con i Sacramento River Cats della Pacific Coast League (PCL), finendo con .333 alla battuta, .455 in base, nessun fuoricampo, nessun RBI, nessuna base rubata e un punto in 3 partite (9 AB). Nel 2013 sempre con i River Cats finì con .333 alla battuta, .455 in base, un fuoricampo, 4 RBI, una base rubata e 5 punti in 3 partite (9 AB).
Nel 2016 giocò a livello A+ con i St. Lucie Mets della Florida State League (FSL), terminando con .222 alla battuta, .222 in base, nessun fuoricampo, 2 RBI, nessuna base rubata e un punto in 3 partite (9 AB).

## Major League Baseball (MLB)

### Oakland Athletics (2012-2014)
Céspedes debuttò nella MLB il 28 marzo 2012 al Coliseum di Oakland contro i Seattle Mariners. Schierato come esterno centro titolare apparve in quattro turni di battuta, nel primo e nel quarto venne eliminato per strikeout, nel secondo ottenne la base dopo essere stato colpito da un lancio e nel terzo colpì la sua prima valida, un doppio, e il suo primo punto battuto a casa. Il 29 marzo, nella parte bassa del settimo inning, colpì il suo primo fuoricampo, un home run da due punti. Il 7 maggio venne inserito nella lista degli infortunati per 15 giorni, per una distorsione della mano sinistra. Il 28 dello stesso mese, venne mandato in MiLB per la riabilitazione con i River Cats nella (PCL). Il 1º giugno rientrò in 1ª squadra. Chiuse la sua prima stagione da professionista con .292 alla battuta, .356 in base, 23 fuoricampo, 82 RBI, 16 basi rubate e 70 punti in 129 partite (487 AB). Nella minor league apparve in 3 partite, tutte nella Tripla-A.
Il 13 aprile 2013, venne inserito nella lista infortuni dei (15 giorni) per lo stesso infortunio dell'anno precedente. Il 25 aprile venne mandato nei River Cats della "PCL" per la riabilitazione. Dopo soli 3 giorni ritornò a giocare in MLB. Chiuse con .240 alla battuta, .294 in base, 26 fuoricampo, 80 RBI, 7 basi rubate e 74 punti in 135 partite (529 AB).
Il 31 luglio 2014 venne ceduto ai Boston Red Sox insieme alla scelta compensativa B del draft amatoriale di giugno 2015 e 650.000$ per il lanciatore sinistro Jon Lester, l'esterno sinistro Jonny Gomes e 1,8 milioni di dollari. Con gli Athletics chiuse con .256 alla battuta, .303 in base, 17 fuoricampo, 67 RBI, 3 basi rubate e 62 punti in 101 partite (399 AB).

### Boston Red Sox (2014)
Il 1º agosto 2014 venne inserito in 1ª squadra terminando la stagione con .269 alla battuta, .296 in base, 5 fuoricampo, 33 RBI, 4 basi rubate e 27 punti in 51 partite (201 AB). L'11 dicembre venne ceduto ai Detroit Tigers insieme al lanciatore sinistro Gabe Speier e il lanciatore destro Alex Wilson per il lanciatore destro Rick Porcello.

### Detroit Tigers (2015)
Il 31 luglio 2015 venne ceduto ai New York Mets per il lanciatore destro Luis Cessa e Michael Fulmer. Chiuse con i Tigers con .293 alla battuta, .323 in base, 18 fuoricampo, 61 RBI, 3 basi rubate e 62 punti in 102 partite (403 AB).

### New York Mets (2015-2020)
Con i Mets nel 2015 finì con .287 alla battuta, .337 in base, 17 fuoricampo, 44 RBI, 4 basi rubate e 39 punti in 57 partite (230 AB). Il 2 novembre 2016 divenne free agent, poi firmò un triennale con i Mets per un totale di 75 milioni di dollari con una clausola rescissoria a favore di Céspedes dopo il primo anno.
Il 4 agosto 2016 venne inserito nella lista infortuni dei (15 giorni) per uno stiramento al quadricipite destro. Il 15 agosto venne mandato ai St. Lucie Mets della "FSL" per la riabilitazione. Il 19 agosto ritornò a giocare in MLB. Finì la stagione con .280 alla battuta, .354 in base, 31 fuoricampo, 86 RBI, 3 basi rubate e 72 punti in 132 partite (479 AB), battendo con una distanza media in lunghezza di 235,97 feet e 44,02 feet in altezza. Il 3 novembre divenne nuovamente free agent. Il 29 dello stesso mese firmò un rinnovo quadriennale del valore di 110 milioni di dollari con i Mets.
Il 27 aprile 2017, Cespedes abbandonò la partita dopo essersi stirato il tendine del ginocchio sinistro, e lo stesso giorno venne inserito nella lista degli infortunati per 10 giorni. Il 25 agosto 2017, Céspedes si infortunò al tendine del ginocchio destro, chiudendo in anticipo la stagione.
Durante la stagione 2018, partecipò a sole 38 partite nella MLB e a fine stagione si sottopose a un'operazione chirurgica ad entrambi i talloni con una prognosi di 8-10 mesi.
Il 20 maggio 2019, venne annunciato che Céspedes si era fratturato la caviglia destra nel suo ranch, facendo svanire di fatto le speranze del rientro per la stagione 2019.
Dopo aver saltato l'intera stagione 2019, Céspedes tornò nella MLB il 24 luglio 2020, nella partita inaugurale della squadra, contro i Braves. Schierato come battitore designato, colpì nel suo terzo turno di battuta, un fuoricampo.
Il 2 agosto 2020, dopo aver disputato otto partite, tutte come battitore designato, l'agente di Céspedes annunciò l'intenzione del giocatore di saltare il resto della stagione 2020, a causa dei rischi derivati dalla pandemia di COVID-19. Divenne free agent al termine della stagione.

## Nazionale
Con la nazionale cubana, Céspedes ha disputato il World Baseball Classic 2009.

## Palmarès

### Nazionale
- Campionato mondiale di baseball:  Medaglia d'Argento

Team Cuba: 2009
- Giochi panamericani:  Medaglia d'Oro

Team Cuba: 2007

### Individuale
- MLB All-Star: 2

2014, 2016
- Guanti d'oro: 1

2015
- Silver Slugger Award: 1

2016
- Vincitore dell'Home Run Derby: 2

2013, 2014
- Esordiente del mese: 1

AL: settembre 2012
- Giocatore della settimana: 2

AL: 15 luglio 2012
NL: 13 settembre 2015